# Giovan Maria Giudeo
Œuvres principales
Intabulatura de lauto, libro tertia
Giovan Maria Giudeo,,,, également connu sous les noms de Giovanni Maria Giudeo, Gian Maria Giudeo, et Gianmaria Giudeo,,, est un compositeur et luthiste de la Renaissance actif en Italie à la fin du XVe siècle et au début du XVIe siècle.
Juif allemand converti au christianisme,,,,, il fut le luthiste du pape Léon X,, et un des luthistes les plus admirés de son temps. Il fut nommé comte par le pape Léon X qui le tenait en grande estime,,,,.
Ayant eu plusieurs membres de la maison de Médicis comme protecteurs, il est également appelé Gian Maria de' Medici, Giovanni Maria de' Medici, et Johannes Maria de' Medicis, le nom du protecteur étant parfois accolé à l'époque au nom de l'artiste.

## Origines
Giovan Maria est d'origine juive (giudeo ou ebreo en italien) d'où le nom de Giovan Maria Giudeo (et les variantes mentionnées plus haut dans l'introduction) mais aussi ceux de Gianmaria Hebreo et de Johann Maria Ebreo.
Il est plus précisément d'origine juive allemande, raison pour laquelle il est également connu sous les noms de Gian Maria Alemmano,,, Giovanni Maria di Domenico Alemanno, Johannes Maria Alemannus,, Johannes Maria Alamanus et Johannes Maria Germanus,, c'est-à-dire l'Allemand Jean Marie.
Converti au christianisme,,, et baptisé, il avait reçu les noms de Jean et de Marie.
Étant donné que son père s'appelait Domenico, il porte également les noms de Giovanni Maria di Domenico Alemanno et de Giovan Maria Dominici.

## Carrière
La première mention qui est faite de ce musicien est une lettre envoyée en 1489 par Michel Schubinger à Laurent de Médicis (Laurent le Magnifique) qui recommande Augustein Schubinger (un joueur de cornet) pour un engagement à Florence et mentionne que ce dernier était à Ferrare en juin 1489 en compagnie de Joane Maria che suona il liuto (Jean-Marie qui joue du luth).
En 1492, Giovan Maria Giudeo est condamné par contumace pour homicide à Florence, mais les Médicis le sauvent de la mort, probablement parce qu'il était au service du cardinal Giovanni de' Medici, futur pape Léon X.
En 1508, il publie un recueil de musique pour luth (aujourd'hui perdu), qui figure parmi les premiers livres de musique pour luth imprimés de l'histoire.
En 1510, il est au service d'Élisabeth de Gonzague à Urbino,.
En 1513, son protecteur le cardinal Giovanni de' Medici (Jean de Medicis, 1475 - 1521) devient pape sous le nom de Léon X (pape de 1513 à 1521) et Giovan Maria Giudeo devient donc le luthiste du pape ,,.
Le pape Léon X, grand amateur de musique, a une telle estime pour Giovan Maria Giudeo qu'il l'anoblit et le nomme en 1513 « Castellano », (commandant de forteresse) ou « comte » de Verucchio,,, et de Torriana,. Mais les habitants de Verruchio s'indignent, ne veulent pas le recevoir et se soulèvent, ce qui amène le pape Léon X à demander le 8 juillet 1513 au duc d'Urbino de prêter main-forte à Giovan Maria Giudeo. Giovan Maria perdra ce titre en 1522, à l'avènement du pape suivant, Adrien VI.
En 1515, il est également actif à Florence auprès de Laurent II de Médicis. Son nom apparaît en effet dans les livres de compte de Laurent II de Médicis, neveu du pape Léon X, au côté de plusieurs musiciens comme Giamandrea da Brescia, Girolamo da Melia, Tadeo musicho, Urbano sonatore, Bartolomeo degli Organi, Giovannibaptista d'Arezzo et Ser Vergilio.
Après la mort de Léon X en décembre 1521, Giovan Maria cherche à obtenir un poste à la cour de Mantoue. Il requiert alors l'aide du cardinal Jules de Médicis (Giulio de' Medici, 1475 - 1534), cousin de Léon X et futur pape Clément VII, et de Baldassare Castiglione pour intercéder en sa faveur auprès du marquis Frédéric II de Mantoue, qui avait succédé en 1519 à son père François II Gonzague. Le cardinal écrit à Frédéric II mais aucun document ne prouve que le marquis ait engagé le luthiste et il est probable que celui-ci reste à Rome dans le cercle du cardinal Jules de Médicis.
En 1523, Giovan Maria Giudeo est le luthiste du pape Adrien VI,. Il reste à la cour papale jusqu'en 1525.

## Confusion avec d'autres musiciens
Les musicologues sont nombreux à avoir été induits en erreur par la ressemblance entre les noms de plusieurs musiciens des XVe et XVIe siècles appelés Gian, Zuan, Joan, Giovan et Gian Maria.
Les sources littéraires du début du XVIe siècle mentionnent ainsi deux luthistes aux noms fort proches : vers 1500, Caio Caloria Ponzo, un étudiant sicilien vivant à Venise, cite comme luthistes bien connus Zuan Maria et Zuan Todisco, tandis que, vers 1520, un poème manuscrit de Philippo Oriolo da Bassano mentionne, parmi d'autres luthistes célèbres, Gian Maria Hebreo et Gioan Tedesco. Hebreo (ou Ebreo) signifiant juif ou hébreu en italien et tedesco signifiant allemand, on a donc à la même époque (au moins) deux luthistes aux noms proches actifs en Italie, l'un juif et l'autre allemand, dont l'un des deux est probablement Giovan Maria Giudeo.
Par ailleurs, en 1513, un chanteur et compositeur connu sous le nom de Giovan Maria (ou Gianmaria) quitte la cour d'Urbino pour celle de Mantoue afin de superviser l'éducation des enfants de François II Gonzague et d'Isabelle d'Este : malgré l'avis de certains auteurs, il y a des raisons de croire qu'il y avait deux Giovan Maria différents et que le maestro de Mantoue (qui était chanteur et compositeur mais pas luthiste) n'était pas Giovan Maria Giudeo,. Cependant, le vif désir manifesté par Giovan Maria Giudeo de venir à Mantoue en 1521 suggère qu'il a quand même eu, à un moment ou à un autre, une relation avec la maison de Gonzague à Mantoue.
Enfin, le luthiste Giovanni Maria da Crema, qui a publié deux recueils de luth à Venise en 1546, est parfois confondu avec Giovan Maria Giudeo,.

## Œuvres
En 1508, Giovan Maria Giudeo publie auprès de l'imprimeur vénitien Ottaviano Petrucci un recueil de musique pour luth intitulé Intabulatura de lauto, libro tertia.
Ce recueil, aujourd'hui perdu,,, est le troisième livre de musique pour luth imprimé de l'histoire, juste après les deux recueils de Francesco Spinacino (1507), la même année que le recueil de Joan Ambrosio Dalza (1508) et avant ceux de Franciscus Bossinensis (1509 et 1511).